# Macchina di Santa Rosa
La macchina di Santa Rosa è la macchina a spalla protagonista delle celebrazioni, nella città italiana di Viterbo, in onore della patrona Santa Rosa.
Essa assume la forma di una torre illuminata da fiaccole e luci elettriche, realizzata in metalli leggeri e in materiali moderni quali la vetroresina (in origine era costruita in ferro, legno e cartapesta); è alta circa trenta metri, pesa circa cinquantuno quintali (5 100 kg), e sempre culmina con la statua della santa patrona. Il trasporto avviene la sera del 3 settembre di ogni anno: la macchina viene sollevata e portata in processione a spalle da un centinaio di uomini detti "facchini di Santa Rosa" lungo un percorso di poco più di un chilometro articolato tra le vie, talvolta molto strette, e le piazze del centro storico cittadino.
Il trasporto, scandito dal grido di devozione "Evviva Santa Rosa", rievoca simbolicamente la traslazione della salma di Santa Rosa, avvenuta il 4 settembre del 1258 e guidata personalmente dal Papa Alessandro IV, dalla Chiesa di Santa Maria in Poggio (oggi detta della Crocetta) al Cenobio di S. Damiano e (oggi Chiesa Santuario e Convento di Santa Rosa).
Nel 2013 la macchina è stata inclusa nella Lista rappresentativa del patrimonio culturale immateriale dell'umanità nell'ambito della Convenzione per la salvaguardia del patrimonio culturale immateriale dell'UNESCO insieme alla Festa dei Gigli di Nola, alla Varia di Palmi e alla Discesa dei Candelieri di Sassari, riunite nella Rete delle grandi macchine a spalla italiane.

## Costruzione
La macchina viene realizzata da un costruttore, scelto dal comune di Viterbo con pubblico appalto ogni cinque anni, la cui durata può essere tuttavia prorogata. Il capitolato prevede la costruzione di una macchina «alta 28 metri sopra la spalla dei facchini» che raggiunge quindi circa 29,50 metri da terra, e fissa alcune misure limite, anche in base alle vie del centro storico, che nei punti più stretti vedono la macchina sfiorare grondaie e balconi.
Nel passato la macchina ebbe prevalentemente l'aspetto di un campanile gotico, illuminato con torce e candele, da cui nacque la tradizionale definizione di "campanile che cammina" che le diede lo scrittore Orio Vergani. Nella seconda metà del Novecento, a partire dallo straordinario Volo D'Angeli costruito da Giuseppe e Luigi Zucchi, sono subentrate forme più moderne o avveniristiche, come per Ali di Luce, realizzata per il periodo 2003-2008 dal progettista Raffaele Ascenzi (lui stesso facchino di Santa Rosa dal 1988 al 2008) e dal costruttore Contaldo Cesarini, impiegando materiali altamente tecnologici, fibre, leghe leggere, e sorgenti luminose diverse, che valorizzano le forme artistiche dei rivestimenti in cartapesta. Parte di questa macchina è visibile al Museo nazionale delle Arti e Tradizioni popolari di Roma. Dal 2009 la nuova macchina di Santa Rosa fu Fiore del Cielo progettata dagli architetti Arturo Vittori e Andreas Vogler (Architecture and Vision) e costruita dalla G. Engineering di Loris Granziera, di Udine. Dal 2011, il cantiere di Porta Romana ove è assemblata la macchina di Santa Rosa è allestito da Fiorillo e Cesarini, imprese di costruzioni locali.
La macchina risultata vincitrice del concorso-appalto indetto dal Comune di Viterbo nel 2023 e quindi per il trasporto a partire dal 2024 è Dies Natalis.

## Trasporto

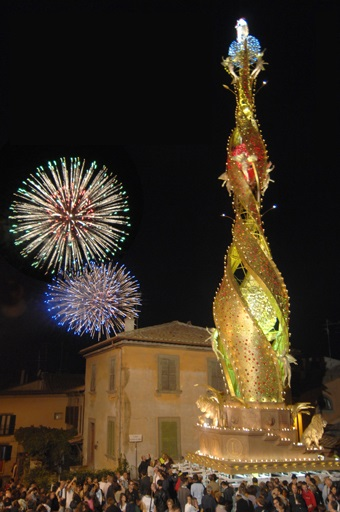
La macchina di Santa Rosa ferma alla fine del percorso di fronte alla Chiesa di Santa Rosa

Il trasporto della macchina è l'avvenimento principale dell'anno cittadino, capace di catalizzare e monopolizzare l'attenzione dell'intera comunità, oltre che di attirare turisti.
Fin dalla mattina le vie del centro storico vanno riempiendosi di cittadini e visitatori che aspettano ai lati delle vie, anche con sedie, sgabelli e teli. Nelle piazze vengono solitamente montate delle tribune con biglietti a pagamento, per permettere di vedere il trasporto anche a chi può recarsi sul percorso solo poche ore prima.
Nel frattempo i facchini, vestiti nella tradizionale divisa bianca con fascia rossa alla vita (il bianco simboleggia la purezza di spirito della patrona, il rosso i cardinali che nel 1258 traslarono il suo corpo), si recano in Comune dove ricevono i saluti delle autorità cittadine, poi vanno in visita a sette chiese del centro, infine in ritiro al convento dei Cappuccini, dove il capofacchino impartisce loro le ultime indicazioni sul trasporto.
Il sole tramonta circa un'ora prima del trasporto e la città si immerge nel buio della sera (tutte le luci pubbliche e private sono rigorosamente spente), con l'improvviso sfolgorare del gigantesco campanile che squarcia le tenebre.
Verso le ore 20 i facchini, preceduti dalla banda musicale di Vejano, che intona il loro inno (intitolato Quella sera del 3), partendo dal Santuario di Santa Rosa percorrono a ritroso il tragitto della macchina, acclamati dalla folla, fino a raggiungere la Chiesa di S. Sisto, presso Porta Romana, accanto alla "mossa". Qui viene impartita loro dal vescovo la cosiddetta benedizione in articulo mortis, che prende in considerazione eventuali incidenti e pericoli.

Il trasporto inizia all'interno di Porta Romana, dove accanto alla Chiesa di San Sisto la macchina è stata assemblata durante i mesi di luglio e agosto e celata fino all'ultimo momento da un'imponente impalcatura coperta con teli. Le ore che precedono il trasporto prevedono una serie di verifiche e infine l'accensione delle luci che fanno parte della costruzione, alcune elettriche e moltissime a fiamma viva. Il percorso, lungo circa 1 200 metri, si svolge nelle vie rese buie e si conclude nella piazza antistante il Santuario di Santa Rosa, dedicata ai facchini. Durante il trasporto si effettuano cinque fermate, durante le quali la macchina viene appoggiata su speciali "cavalletti" pesanti 100 chili ciascuno:
- Piazza Fontana Grande;

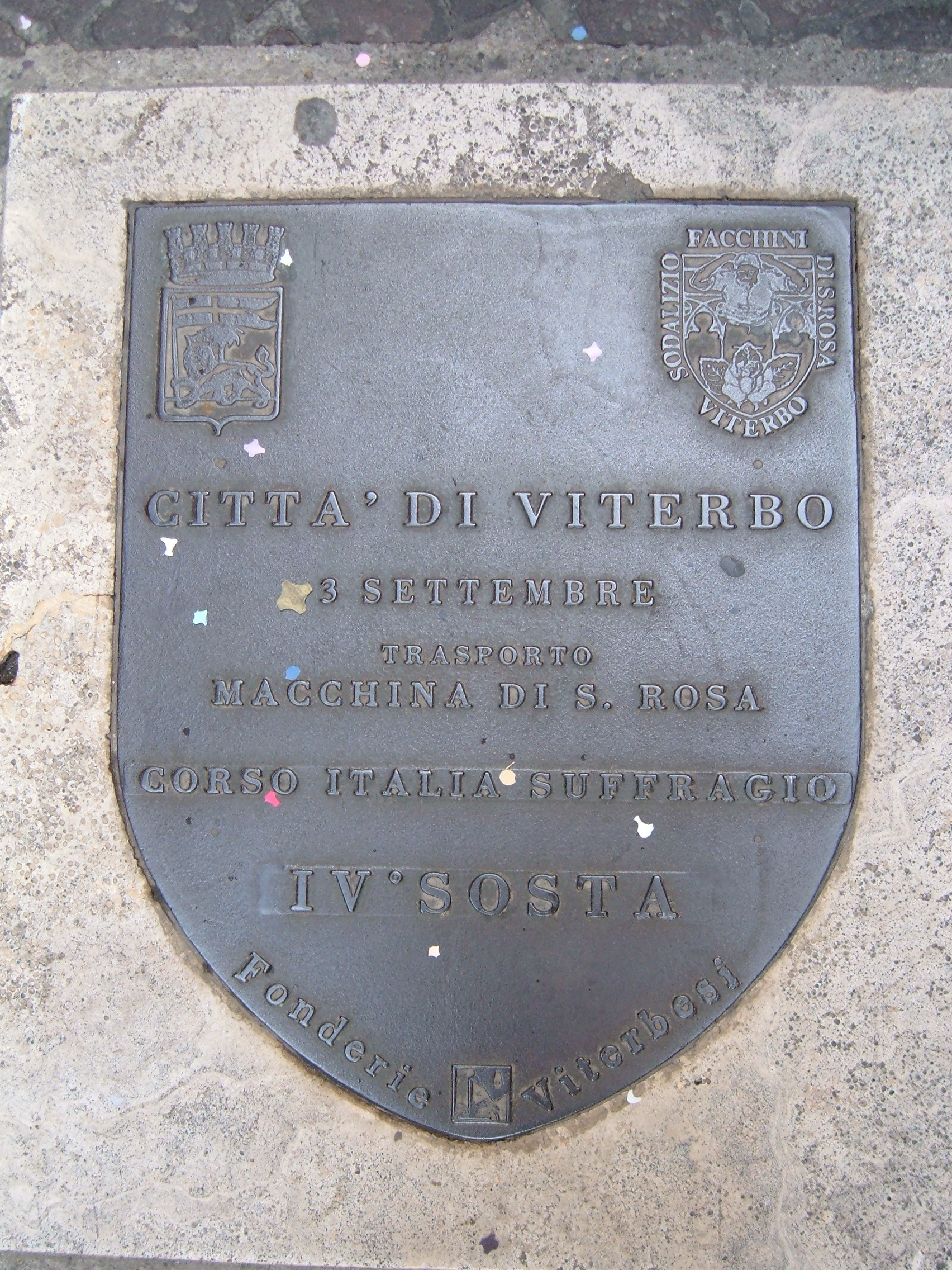
Targa pavimentale che indica il punto preciso della fermata, presente ad ogni sosta (in questo caso la sosta davanti alla chiesa del Suffragio)

- Piazza del Plebiscito (di fronte al Comune) ove avviene la girata;
- Piazza delle Erbe;
- Corso Italia (davanti alla Chiesa di Santa Maria del Suffragio);
- Corso Italia (nei pressi della Chiesa di Sant'Egidio - Fermata istituita nell'anno 2013 e considerata 'sosta tecnica' in quanto si inseriscono le spallette aggiuntive; viene utilizzata nel caso in cui la macchina debba effettuare una o più girate in Piazza Verdi);
- Piazza Verdi (o del Teatro).

L'ultimo tratto consiste in una ripida via in salita, effettuata quasi a passo di corsa, con l'aiuto di corde anteriori in aggiunta e di travi dette "leve" che spingono la macchina posteriormente. La macchina viene posata infine davanti al Santuario (Chiesa di Santa Rosa), dove rimane esposta ai visitatori per alcuni giorni successivi al trasporto.
Il trasporto viene trasmesso da alcuni anni in diretta da alcune emittenti televisive, in alcune occasioni il Comune ha appaltato la diretta ad emittenti televisive.
Durante il trasporto i facchini e le altre figure che assicurano i necessari appoggi per le soste sono coordinati dal capofacchino che impartisce i comandi. Sono ben noti, sia ai viterbesi, sia a quanti solo di passaggio abbiano assistito ad almeno un trasporto: alla partenza, la "mossa", "Ciuffi di Santa Rosa, accapezzate il ciuffo", "Semo tutti d'un sentimento?", "Facchini di Santa Rosa, sotto col ciuffo e fermi", "Sollevate e fermi", "Per Santa Rosa, avanti!" e "...Posate piano, adagio...".
La posizione dei facchini dipende dall'anzianità: i più giovani partono dalle leve e dalle corde e, percorrendo quello che viene definito "cursus honorum", si ambisce al ruolo più prestigioso e ambito, ovvero il ciuffo.
I ruoli sotto la macchina sono:
- Stanghette anteriori e posteriori (situate davanti e dietro la macchina);
- Spallette aggiuntive destre e sinistre (situate ai lati della macchina; esse si staccano dalla formazione dopo la fermata di Piazza del Comune e si riuniscono nel rallentamento che la macchina effettua poco dopo la chiesa di Sant'Egidio, prima dell'arrivo in piazza Verdi);
- Spallette fisse destre e sinistre (situate anch'esse ai lati della macchina, tra la base e le spallette aggiuntive; a differenza di quest'ultime, le spallette fisse non si staccano dalla formazione ma nei punti più stretti del percorso sono costrette a mettere la testa sotto la trave, su indicazione del capofacchino, dove egli darà il "sotto le teste" e poi il "fuori le teste").

I facchini che occupano i sopracitati ruoli si trovano tutti al di fuori del perimetro della base e portano il cuscino imbottito, che li aiuta a proteggersi dal dolore delle travi, su una delle due spalle. 
I facchini che si trovano all'interno del perimetro sono i ciuffi, in totale 63, che rappresentano il ruolo più ambito per un facchino. Essi, invece del cuscino imbottito, portano un copricapo, appunto il ciuffo, che dà il nome al ruolo, in quanto il peso non si riversa sulle spalle ma sul collo.
Il criterio per decidere i posti sotto la macchina è stabilito dall'altezza dei facchini; da piazza San Sisto fino a piazza del Teatro i più alti stanno avanti e i più bassi dietro. Per la salita finale invece la formazione si inverte, dovuto alla pendenza del percorso: i più bassi vengono mandati avanti e i più alti dietro.
Nessuna donna ha mai partecipato al trasporto in qualità di facchina, nonostante lo statuto del Sodalizio dei facchini di Santa Rosa non presenti alcun tipo di distinzione tra sesso maschile e femminile: l'unico requisito previsto è quello di superare la 'prova di portata' di 150 kg. Alcune donne sono però entrate nella 'formazione' del trasporto in qualità di dottoresse accompagnatrici.

## Storia
Le origini della macchina risalgono agli anni successivi al 1258, quando, per ricordare la traslazione del corpo di Santa Rosa da Viterbo (1233 – 1251) dalla Chiesa di S. Maria in Poggio al Santuario a lei dedicato, avvenuta il 4 settembre per volere di papa Alessandro IV, si volle ripetere quella processione trasportando un'immagine o una statua della Santa illuminata su un baldacchino, che assunse nei secoli dimensioni sempre più colossali. 
Il 6 giugno 1815 Pio VII fu il primo pontefice ad assistere a un trasporto della macchina; dopo di lui fecero altrettanto Gregorio XVI il 3 ottobre 1841, Pio IX il 3 settembre 1857 e Giovanni Paolo II il 27 maggio del 1984. Nelle visite avvenute per i tre trasporti del XIX secolo, data la mole della macchina non elevatissima di quel tempo (circa 13-15 metri), venne effettuato ogni volta una sorta di inchino davanti al Pontefice, con i facchini delle prime file che accennavano ad inginocchiarsi in modo da ottenere un movimento in avanti della Macchina.

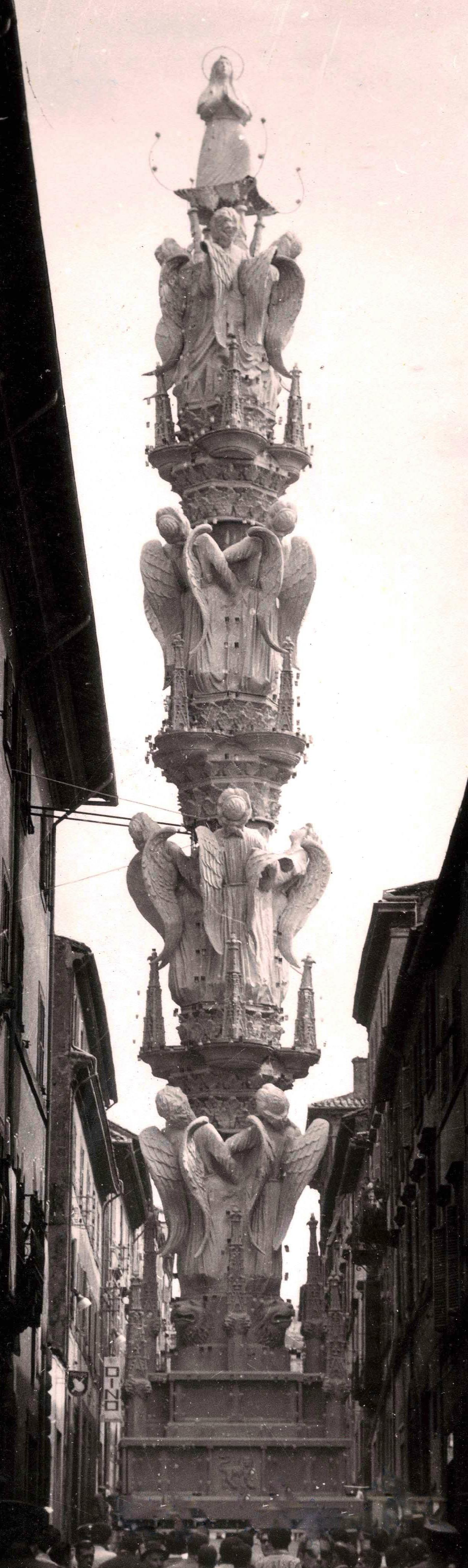
Volo D'Angeli ferma a via Cavour nel 1967

Nel 1967 Giuseppe Zucchi vinse il concorso per la nuova macchina di S. Rosa. Il nuovo modello rappresentò una vera rivoluzione. Il Volo D'Angeli, così fu chiamata questa macchina, nome ispirato al tipo di lancio volo d'angelo eseguito dai paracadutisti, in particolare in memoria di quelli della Folgore caduti ad Al Alamein, spezzava e cambiava l'idea di macchina di Santa Rosa che i viterbesi avevano ammirato fino a quel momento. Venne introdotto come linguaggio artistico la scultura, ed il colore della macchina fu uniformemente bianco e grigio peperino, oltre che, per la prima volta si raggiunsero e si superarono i 30 metri di altezza.
Purtroppo il primo trasporto del Volo D'Angeli non fu portato a termine e si fermò a via Cavour. Svariati fattori condizionarono negativamente l'esordio del Volo D'Angeli: alcuni difetti nella progettazione del telaio dovuti al pochissimo tempo a disposizione nella costruzione da zero della macchina (bando svolto a maggio del 1967) determinarono alcune instabilità della struttura lungo il percorso. Come novità, per avere a disposizione più portatori, Giuseppe Zucchi decise per quell'anno di aggiungere due file in più di ciuffi al posto delle stanghette anteriori e posteriori. A tutto questo si sommò anche un presunto complotto da parte di alcuni Cavalieri di Santa Rosa (nome affibbiato ai facchini della macchina del costruttore precedente Paccosi), dopo settimane di fitte voci (e addirittura scommesse tra i cittadini) che la macchina si sarebbe fermata a Piazza del Comune o che comunque non sarebbe arrivata al Sagrato del Monastero dedicato alla Santa.
Una volta smontato e pesato pezzo per pezzo, il Volo D'Angeli risultò da bagnato (perché piovve alcuni giorni dopo il suo Fermo) pesare quintali 57,26. Tale pesata dimostrò che le cause del suo Fermo non furono dovute ad un eccesso di peso della macchina, che risultò molto inferiore rispetto ad altre macchine che passarono negli anni a seguire e che furono trasportate fino al Santuario senza problemi.
In memoria del drammatico evento del 1967, nel 2007 fu posta una targa in via Cavour, nel luogo esatto del fermo.
Nonostante l'infausto esordio, il Volo D'Angeli venne trasportato per ben 12 anni. Notevole fu il contributo dell'ideatore/costruttore Giuseppe Zucchi, insieme al figlio Luigi e i Facchini di Santa Rosa, che si adoperarono per migliorare la sicurezza del trasporto, la costruzione della macchina e l'organizzazione della festa e soprattutto la selezione dei facchini (tramite dure prove fisiche e di portata, che determinarono gli standard di selezione per gli anni a venire) ponendo le basi nel 1978, per quello che diventerà il Sodalizio dei Facchini di Santa Rosa, vero garante della festa. 
Il 9 luglio 1983 è stato effettuato un trasporto straordinario in occasione del 750º anniversario della nascita di Santa Rosa. Nel 1984, in occasione della visita di papa Giovanni Paolo II, è stato organizzato un altro trasporto straordinario il 27 maggio. In questa circostanza, a piazza del Plebiscito, il Papa si reca personalmente tra i facchini sotto la pioggia per ringraziarli dello sforzo fatto, violando i protocolli di sicurezza. La sua visita è anche ricordata per essersi confuso ed aver scambiato Santa Rosa con Santa Rita. Protagonista dei trasporti straordinari è stata la macchina denominata Spirale di Fede, ideata e costruita da Maria Antonietta Palazzetti e Rosario Valeri.
Nel 1986 si sfiorò la tragedia quando, all'arrivo sul sagrato davanti al Santuario di Santa Rosa, la macchina sbandò vistosamente: per un errore del costruttore, che all'epoca per tradizione gestiva l'ultimo tratto del trasporto, non venne dato il comando di staccare i moschettoni. Giunta al culmine della salita la macchina, anziché fermarsi per la rotazione, venne tirata ancora per un metro circa e una fila di facchini si trovò a passare sui primi gradini che portano al Santuario, causando lo sbilanciamento della macchina, che si inclinò prima da una parte e poi dall'altra. La pronta reazione dei facchini permise di gestire l'inconveniente ed evitare esiti peggiori.
La macchina Sinfonia d'Archi (in uso nel 1997) ed i facchini ebbero un particolare passaggio televisivo comparendo in Senza perchè, secondo episodio della seconda stagione della serie tv Rai Il maresciallo Rocca ambientata a Viterbo. Le riprese furono effettuate a Piazza del Comune ed in Via Cavour; il regista della serie, Giorgio Capitani, molto legato alla città ed alla santa, possedeva un'abitazione nei pressi della Casa di Santa Rosa, dove poi passerà i suoi ultimi anni di vita; il Comune di Viterbo gli conferì la cittadinanza onoraria, mentre il Sodalizio dei facchini lo nominò Ambasciatore della Macchina di Santa Rosa. A seguito della sua morte, nel 2017 gli è stata dedicata la "girata" a Piazza del Comune.
Il 28 giugno 2000 è stato inaugurato in piazza della Repubblica a Viterbo il monumento ai facchini di Santa Rosa, realizzato in bronzo dal maestro viterbese Alessio Paternesi.

Dal 2003 al 2008 viene impiegata la macchina Ali di Luce, opera dell'architetto Raffaele Ascenzi. Alla base del monumento che percorre i quattro lati vi era la scritta non metuens verbum leo sum qui signo viterbum (usato per la prima volta nel 1225 in sigillo della città) che significa "Non temo minaccia, sono il leone che rappresenta Viterbo" e l'acronimo FAVL, che sta per Fanum Arbanum Vetulonia Longula, ossia le quattro città etrusche dalla cui unione sarebbe nata la città, secondo l'ipotesi formulata da Annio da Viterbo, ipotesi che non ha però particolare fondamento nelle evidenze storiche.

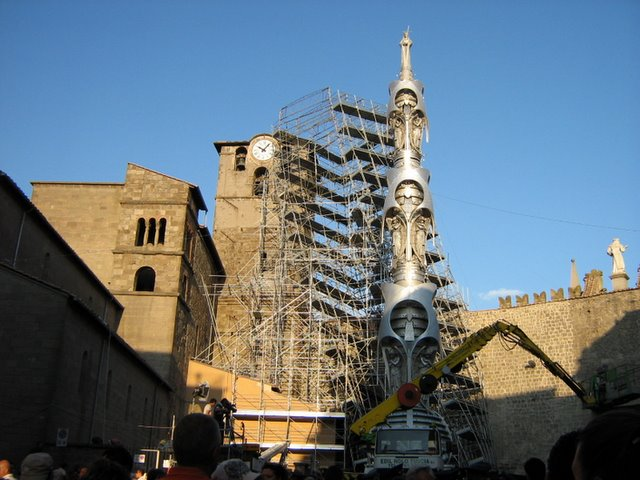
La macchina di Santa Rosa Ali di Luce pronta per il trasporto a San Sisto dopo la tromba d'aria del 23 agosto 2007 che ne danneggiò l'impalcatura.

Il 23 agosto 2007 una tromba d'aria colpisce la città e anche il cantiere dove è in costruzione Ali di Luce. L'impalcatura si piega e la macchina si appoggia sul campanile della chiesa di san Sisto. L'intervento degli addetti permette però la pronta messa in sicurezza dell'impalcatura e della macchina, che riesce infine a essere trasportata regolarmente.
Il 6 settembre 2009 papa Benedetto XVI ha potuto vedere, durante la sua visita a Viterbo, la nuova macchina di Santa Rosa Fiore del Cielo ferma davanti al Santuario. Nello stesso anno partecipò al concorso per la realizzazione della nuova macchina anche il celebre regista Franco Zeffirelli, il cui progettò si piazzò in decima posizione. Molto legato alla città (suo figlio adottivo Luciano è viterbese) e alla festa di Santa Rosa, dopo la sua morte gli fu dedicata la "girata" a Piazza del Comune durante il trasporto del 2019.
Nel 2014, per festeggiare il riconoscimento UNESCO, la macchina ha effettuato un passaggio straordinario su via Marconi, come in precedenza accaduto soltanto nel 1952.
Il 26 gennaio 2015 è risultato primo classificato al bando di concorso per la costruzione della nuova macchina di Santa Rosa 2015/2019 l'architetto Raffaele Ascenzi, ex facchino di Santa Rosa, già ideatore di Ali di Luce (la macchina che sfilò dal 2003 al 2008), che insieme a Luigi Vetrani ha realizzato "Gloria", modello che, secondo gli ideatori, prende il nome proprio dalla tradizione che vede i viterbesi, da ben quattro secoli, portare in gloria la loro patrona Santa Rosa.

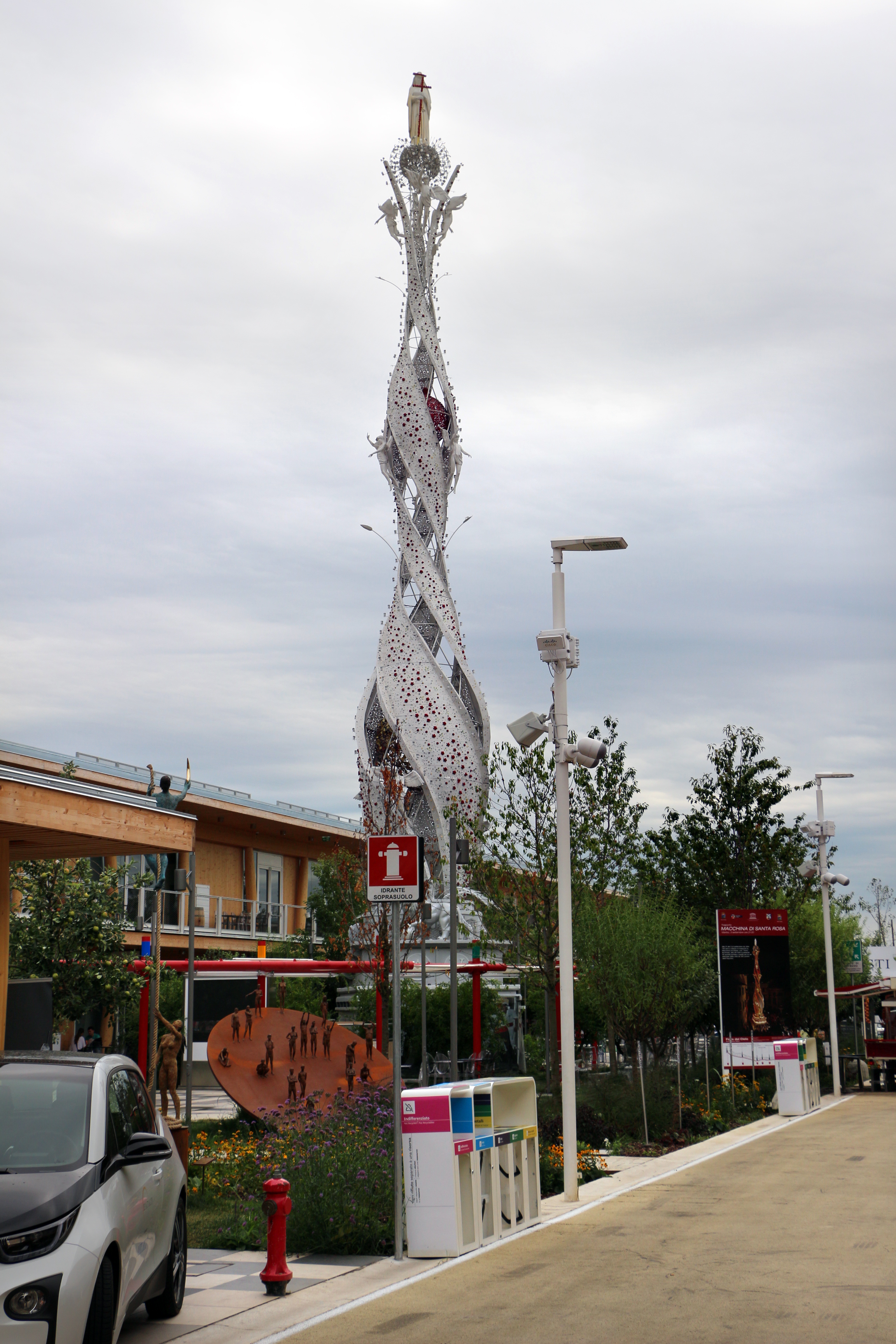
Fiore del Cielo esposta ad Expo Milano 2015

Nel 2015 la macchina Fiore del Cielo viene esposta ad Expo Milano 2015. È la prima volta che una macchina di Santa Rosa si allontana da Viterbo. Lo stesso anno, il 3 settembre, c'è il debutto della nuova macchina Gloria; per la prima volta nella storia vengono esposte due macchine, ossia Fiore del Cielo a Milano e Gloria a Viterbo. La macchina Gloria, peraltro, subisce un attentato durante il trasporto: all’altezza di via Vetulonia, un fumogeno sfiora la struttura e cade tra il pubblico dall’altro lato della strada, causando scompiglio, ma nessuna conseguenza fisica, né all'avanzamento della macchina. A distanza di tre anni, la responsabilità dell'atto sarà attribuita a un residente a Bagnaia, già noto per le sue posizioni violentemente anti-religiose, che viene arrestato per sospetta affiliazione terroristica in relazione ad altri reati.
Nel 2016, per festeggiare l'anno del Giubileo straordinario fu deciso di allungare il percorso, aggiungendo il tratto di via Marconi fino al Sacrario, allungando il percorso di 700 metri circa; fu inoltre ricordata la tragedia sfiorata sul sagrato della Basilica di Santa Rosa del 1986, con un 'Sollevate' aggiuntivo, dedicato in parte anche ai terremotati del Centro Italia.

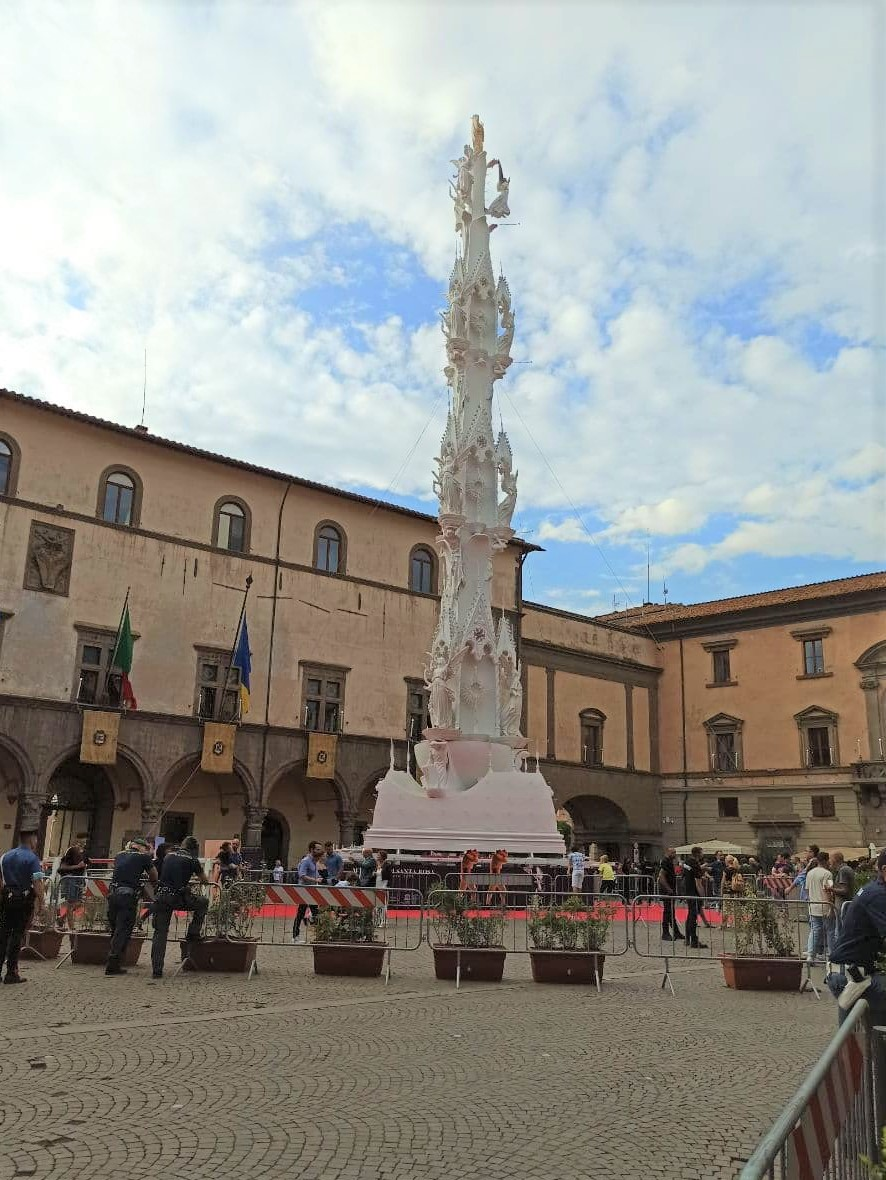
Gloria esposta a piazza del Plebiscito il 4 settembre 2021

Nel 2020, in seguito all'emergenza dovuta alla pandemia da COVID-19, il trasporto non è stato effettuato. Era stata proposta l'idea di montare la macchina di fronte al Santuario dedicato alla Santa dal 29 agosto al 13 settembre. In seguito è stata annullata anche questa iniziativa a causa dei prevedibili numerosi assembramenti che si sarebbero formati sotto la macchina. Anche nel 2021, per le stesse motivazioni legate alla pandemia, non è stato possibile effettuare il trasporto. La macchina Gloria è stata esposta a piazza del Plebiscito dal 30 agosto al 13 settembre 2021. Il trasporto è ripreso regolarmente nel 2022.
Nel 2023 un gruppo di ex facchini di Santa ROSA, si costituisce in associazione da un’idea condivisa con alcuni ex facchini di Santa Rosa, con la volontà di riunire e aggregare tutti coloro che hanno fatto parte alle festività della nostra Patrona, ma soprattutto ricordare i fratelli facchini che hanno permesso ai più giovani di continuare negli anni quello che è per un viterbese la massima aspirazione, il trasporto della Macchina di Santa Rosa.
Fanno parte dell'Associazione anche i vecchi costruttori ed ideatori della macchina che hanno aderito al progetto e tutti coloro anche non facchini, che credono e nella gloriosa Santa Rosa
Non a caso, il simbolo scelto dopo una attenta valutazione, è formato da un fiore (con i petali rossi e la parte centrale nera)affiancato dalle lettere di colore nero “S” (a sinistra) e “R” (a destra) con il tutto su fondo bianco. Un simbolo simile a quello che, ancora oggi, è possibile trovare sulle architravi e sugli archi in peperino di molte proprietà che un tempo appartenevano al convento delle Clarisse. 
www.associazioneexfacchinidisantarosa.it

Nel 2024 la nuova macchina che vince il concorso è Dies Natalis, sempre di Raffaele Ascenzi. L'ex facchino, per l'idea di questa nuova macchina, si discosta molto dalle moderne macchine inaugurate dal Volo D'Angeli di Zucchi, e ritorna su una scenografia otto-novecentesca, dove sulla guglia della macchina non vi è più la statua di Santa Rosa, bensì una croce e la statua della Santa è riposta più in basso, coperta, al di sotto della croce.

## Cronologia delle macchine di Santa Rosa
- Viene citato per la prima volta il nome macchina 1654
- (Costruttore Giuseppe Franceschini) 1690
- (Autore Ignoto) 1700
- (Domenico Durante) 1704
- (Angelo Japelli) 1707
- (Carlo Tacchini) 1766
- (Autore Ignoto) 1771
- (Autore Ignoto) 1783
- (L. Romani) 1790
- (Autore Ignoto) 1792
- (A. Giusti) 1797
- (Autore Ignoto) 1800
- (Giuseppe Simelli) 1812
- (Domenico Costa) 1814 - 1815
- (Giacomo Zei) 1816
- (Angelo Papini) 1820 - 1822, 1824 - 1849 (si rinnova ogni anno)
- (Rosa Papini) 1850
- (Raffaele Papini) 1851
- (si ripete il modello del 1825) 1852
- (si ripete il modello del 1830) 1853
- (si ripete il modello del 1842) 1854
- (Vincenzo Bordoni) 1855 - 1861 (si rinnova ogni anno)
- (Gaetano Spadini) 1862 - 1873 (dal 1862 al 1869 e dal 1872 al 1873 con il figlio Giovan Battista si rinnova ogni anno, nel 1870 e 1871 modello unico)
- (Pier Felice e Paolo Papini) 1874 - 1876
- (Paolo Papini) 1877 - 1879 (nel 1878 si trasporta il 5 Settembre)
- (Paolo Papini) 1880 - 1885 (nel 1884 non si effettua per il colera, nel 1885 stesso modello del 1883)
- (Paolo Papini) 1886 - 1894 (si rinnova ogni 3 anni)
- (Paolo Papini) 1895 - 1899 (nel 1897 subentra il figlio Virgilio)
- (Virgilio Papini) 1900 - 1951 (si rinnova ogni 5 anni, dal 1915 al 1917 non si effettua per la Prima guerra mondiale, dal 1940 al 1945 non si effettua per la Seconda guerra mondiale, dal 1946 al 1951 si utilizza lo stesso modello del 1924)
- Rose Fiorite (Rodolfo Salcini - costruttore Romano Giusti) 1952 - 1958
- Campanile che cammina (Angelo Paccosi) 1959 - 1966
- Volo D'Angeli (Giuseppe e Luigi Zucchi) 1967 - 1978
- Spirale di Fede (Maria Antonietta Palazzetti-Valeri) 1979 - 1985
- Armonia Celeste (Roberto Joppolo - Arch. Alfiero Antonini - Costruttore F. Governatori - Appaltatore Socrate Sensi) 1986 - 1990
- Sinfonia d'Archi (Angelo Russo - costruttore Vincenzo Battaglioni) 1991 - 1997
- Una Rosa per il Duemila - Tertio Millennio Adveniente (Marco Andreoli, Giovanni Cesarini, Lucio Cappabianca) 1998 - 2002
- Ali di Luce (Raffaele Ascenzi) 2003 - 2008
- Fiore del Cielo (Arturo Vittori - Andreas Vogler) 2009 - 2014
- Gloria (Raffaele Ascenzi) 2015 - 2023 (non si effettua negli anni 2020 e 2021 per cause dovute alla pandemia da COVID-19)
- Dies Natalis (Raffaele Ascenzi) 2024 - 2028

## Le mini macchine
Nei giorni precedenti il trasporto si effettuano tre "trasporti" dove i protagonisti sono i bambini, detti mini facchini:
- Mini macchina del quartiere Pilastro. Si svolge tradizionalmente l’ultimo sabato di agosto per le vie del quartiere Pilastro, il percorso di circa 1000 metri parte dal parcheggio del retro dello Stadio ‘Enrico Rocchi’ e si snoda fino ad arrivare in cima a Viale Bruno Buozzi (la via principale del quartiere) e vi partecipano i bambini tra i 6 ed i 16 anni. Sotto la mini macchina i facchini sono organizzati con gli stessi ruoli della macchina grande (stanghette, spallette e ciuffi) e vengono guidati da un capo-facchino aiutato da guide e collaboratori. Questa mini macchina viene ideata e realizzata basandosi sui progetti delle macchine grandi che hanno fatto la storia della festa rendendo omaggio ai loro ideatori e costruttori originali venendo rinnovata di norma ogni cinque anni. Il primo trasporto si svolse nel 1970 ed è organizzato dal ‘Comitato festeggiamenti Pilastro’.
- Mini macchina del quartiere Santa Barbara. Si svolge tradizionalmente l’ultima domenica di agosto per le vie del quartiere Santa Barbara con arrivo alla chiesa del quartiere, vi partecipano i bambini tra i 6 ed i 17 anni. Sotto la mini macchina i facchini sono organizzati con gli stessi ruoli della macchina grande (stanghette, spallette e ciuffi), vengono guidati da un capo-facchino aiutato da guide e collaboratori. Questa mini macchina viene ideata e realizzata su progetti e disegni originali e viene di norma rinnovata ogni cinque anni. Il primo trasporto si svolse nel 2012 ed è organizzato dal ‘Comitato Mini Macchina Santa Barbara’.
- Mini macchina del Centro Storico. Si svolge tradizionalmente il 1 settembre con partenza ed arrivo nello stesso punto (Piazza Dante Alighieri), il percorso di circa 1600 metri si snoda per le vie del centro storico percorrendo anche la seconda metà del percorso della macchina grande (da Piazza del Comune fino al Santuario di Santa Rosa) e vi partecipano i bambini tra i 6 ed i 14 anni. Sotto la mini macchina i facchini sono organizzati con sole spallette (quattro file) a causa delle vie molto strette del percorso; è la formazione di mini facchini più numerosa e per questo la formazione viene divisa in tre squadre in base al tratto da percorrere: squadra A (pianura corta, riservata ai bambini più bassi), squadra B (pianura lunga, riservata ai bambini di media altezza) e squadra C (salite e discese, riservata ai bambini più alti ed all’ultimo anno di trasporto); vengono guidati da un capo-facchino che è aiutato da vari collaboratori. Questa mini macchina viene ideata e realizzata con disegni e progetti originali e viene di norma rinnovata ogni tre anni. Il primo trasporto si svolse nel 1966 ed è organizzato dal ‘Comitato Centro Storico Viterbo’. Nel 2023, per la prima volta nella storia, hanno partecipato al Trasporto come mini-facchine anche circa 25 bambine.

Per tutti e tre i trasporti, le mini macchine vengono precedute dalla banda musicale che intona il canto tipico dei facchini (Quella sera del tre). Nel pomeriggio di ogni trasporto i mini facchini con i loro accompagnatori sfilano per le vie del percorso e si recano inoltre al Santuario di Santa Rosa, dove ricevono dal Vescovo di Viterbo la benedizione ‘in articulo mortis’.

## Processione religiosa e Corteo Storico
In passato, la processione religiosa avveniva insieme al trasporto della macchina precedendola di pochi metri, ma in seguito agli eventi luttuosi del 1801 con la morte di 22 persone, fu deciso che la processione religiosa dovesse svolgersi separatamente, anche se da alcune fonti si evince che abbiano continuato ad effettuarli insieme per qualche altro anno. Dal 1974 avviene nel pomeriggio del 2 settembre con partenza dal Duomo (Cattedrale di San Lorenzo) ed arrivo al Santuario di Santa Rosa, passando attraverso le principali vie della città. Vi partecipano il clero, le massime autorità cittadine ed i facchini, dei quali una rappresentanza porta a spalla il reliquario con il cuore della Santa ornato di boccioli di rose.
La processione è preceduta dal Corteo Storico, che rinnova l’antica usanza secondo la quale le autorità cittadine insieme al clero dovevano recarsi a rendere omaggio alla Santa Patrona (nel 1512 il Consiglio dei Quaranta deliberò in tal senso). Il corteo è composto da circa 310 figuranti con costumi tipici dei vari secoli, a partire dal 1200 fino ad arrivare al 1800, che rappresentano le massime autorità viterbesi (priori, podestà nobili, notai, milizie, ecc.) che hanno celebrato nel tempo la loro amata concittadina. Ad aprire il Corteo ci sono i facchini delle tre ‘mini-macchine’, ogni secolo è intervallato dai ‘Boccioli di Santa Rosa’ (bambini e bambine con vestito tradizionale rosso ed azzurro) e dalle ‘Rosine’, (ragazze che indossano un saio grigio-viola raffiguranti la giovane figura di Santa Rosa). Ad accompagnare il corteo in tutta la sua lunghezza troviamo sbandieratori, chiarine, tamburi e valletti appartenenti a vari gruppi storici viterbesi.